# Capitignano
Capitignano község (comune) Olaszország Abruzzo régiójában, L’Aquila megyében.

## Fekvése
L’Aquilától északra, a Gran Sasso - Monti della Laga Nemzeti Park területén, a megye északnyugati részén fekszik. Határai: Campotosto, L’Aquila, Montereale és Pizzoli.

## Története
Első írásos említése a 12. századból származik. A következő századokban nemesi birtok volt. Önállóságát a 19. század elején nyerte el, amikor a Nápolyi Királyságban felszámolták a feudalizmust.

## Népessége
A népesség számának alakulása:

## Főbb látnivalói
- Palazzo Ricci
- Santa Maria di Loreto-templom
- Santa Maria degli Angeli-templom
- San Pietro-templom
- San Flaviano-templom
- San Domenico-templom